# Волышёво (усадьба)
Волышово, или Волышёво, — имение Васильчиковых и Строгановых в одноимённой деревне Порховского района Псковской области, предназначавшееся главным образом для выездов на охоту.

## История
В первой половине XIX века принадлежало генералу Д. В. Васильчикову. Усадебный дом, сохранившийся в виде руины, был спроектирован в 1860-х гг. архитектором М. А. Макаровым для его зятя, графа А. С. Строганова (1818—1864 гг.), придворного егермейстера. Сперва он был деревянным, но был перестроен в камне при графе С. А. Строганове петербургским архитектором К. К. Шмидтом. Кроме того, существует большой парк, храм, три конных завода, манеж и другие постройки. Имение служило прежде всего целям охоты, в которой в 1880-е гг. участвовали граф С. А. Строганов, князь Б. А. Васильчиков, князь П. П. Голицын.
2 июля 2018 года в усадьбе случился пожар, дом графа Строганова сильно пострадал, специалисты оценивали его состояние как «остро аварийное». Летом 2020 года начались работы по консервации особняка

## Упоминания
В усадьбе снимали несколько сцен из фильма «Сад желаний» (1987 г.), и х/ф «Эсперанса» (1988 г.).